# Бунтов, Владимир Юрьевич
Владимир Юрьевич Бунтов (22 августа 1966) — советский и узбекистанский футболист.
В 1983—1984 годах играл за дубль ташкентского «Пахтакора». Играл во второй лиге за «Сохибкор» Халкабад (1987—1988), «Спартак» Андижан (1989), «Свердловец» Ташкентская область (1990). В 1990 году перешёл в «Пахтакор», с которым вышел в высшую лигу, где провёл три неполных матча; завершил сезон в «Навбахоре» Наманган.
В 1992 году выступал в первой российской лиге за «Сахалин» Холмск. Играл в чемпионате Казахстана за «Жигер» Чимкент (1993), «Ордабасы-СКИФ» Чимкент (1994—1995), «Кайсар-Харрикейн» Кзыл-Орда (1998) и в чемпионате Узбекистана за «Нурафшон» Бухара (1994, 1995—1996), «Пахтакор» (1996—1997, 1999), «Кимёгар» Чирчик (2000—2001), «Дустлик» Ташкентская область (2002).